# Ernst Wangermann
Ernst Wangermann (* 22. Jänner 1925 in Wien; † 26. November 2021) war ein österreichischer Historiker.

## Leben
Wangermann konnte zusammen mit seinem Bruder auf einem Kindertransport 1939 nach Großbritannien fliehen. Dort studierte er am Balliol College der Universität Oxford. Nach der Promotion 1953 arbeitete er zunächst einige Jahre als Lehrer. Ab 1962 war er außerordentlicher Professor (Senior Lecturer) für Allgemeine Geschichte der Neuzeit an der Universität Leeds; von 1984 bis 1995 war Wangermann ordentlicher Professor für Österreichische Geschichte am Institut für Geschichte der Universität Salzburg. Gastprofessuren führten ihn nach Cornell, Ithaca (New York) und an die Universität Wisconsin in Madison.
Ernst Wangermann zählte zu den profiliertesten Forschern über die Aufklärung im 18. Jahrhundert.

## Auszeichnungen
- Stadtsiegel in Gold der Stadt Salzburg (2015)[2]

## Schriften (Auswahl)
- Von Joseph II. zu den Jakobinerprozessen. Wien 1966, OCLC 490924873.
- The Austrian Achievement 1700–1800. London 1973, ISBN 0-500-32027-6.
- Aufklärung und staatsbürgerliche Erziehung. Gottfried van Swieten als Reformator des österreichischen Unterrichtswesens 1781–1791. München 1978, ISBN 3-486-48711-6.
- Die Waffen der Publizität. Zum Funktionswandel der politischen Literatur unter Joseph II. Wien 2004, ISBN 3-486-56839-6.
- Aufklärung und Josephinismus. Studien zu Ursprung und Nachwirkungen der Reformen Josephs II. Bochum 2016, ISBN 978-3-89911-257-3.